# 鶴間站
鶴間站（日语：／ Tsuruma eki */?）是一個位於神奈川縣大和市西鶴間一丁目，屬於小田急電鐵江之島線的鐵路車站。車站編號是OE 04。 

## 歷史
- 1929年（昭和4年）4月1日 - 開業。為「直通」班次停靠站。
- 1945年（昭和20年）6月 - 廢止「直通」班次，各站停車延伸至全線，為其停靠站。
- 1946年（昭和21年）10月1日 - 新增準急班次，為其停靠站。
- 1980年（昭和55年）10月18日 - 啟用跨站式站房與東西自由通道。
- 2012年（平成24年）8月3日 - 啟用列車資訊顯示器。

## 站名由來
來自當地地名「下鶴間」與舊村名「下鶴間村」。現在周邊地名雖稱鶴間，但鶴間本來是稱東急田園都市線南町田站所在的町田市鶴間附近。

## 車站構造
本站是側式月台2面2線地面車站，站房為跨站式站房。
月台從東側起為1號月台。
2012年8月3日，站內新設列車資訊顯示器。
| 月台 | 路線     | 方向 | 目的地                       |
| ---- | -------- | ---- | ---------------------------- |
| 1    | 江之島線 | 下行 | 大和、藤澤、片瀨江之島方向   |
| 2    | 江之島線 | 上行 | 相模大野、新宿、千代田線方向 |

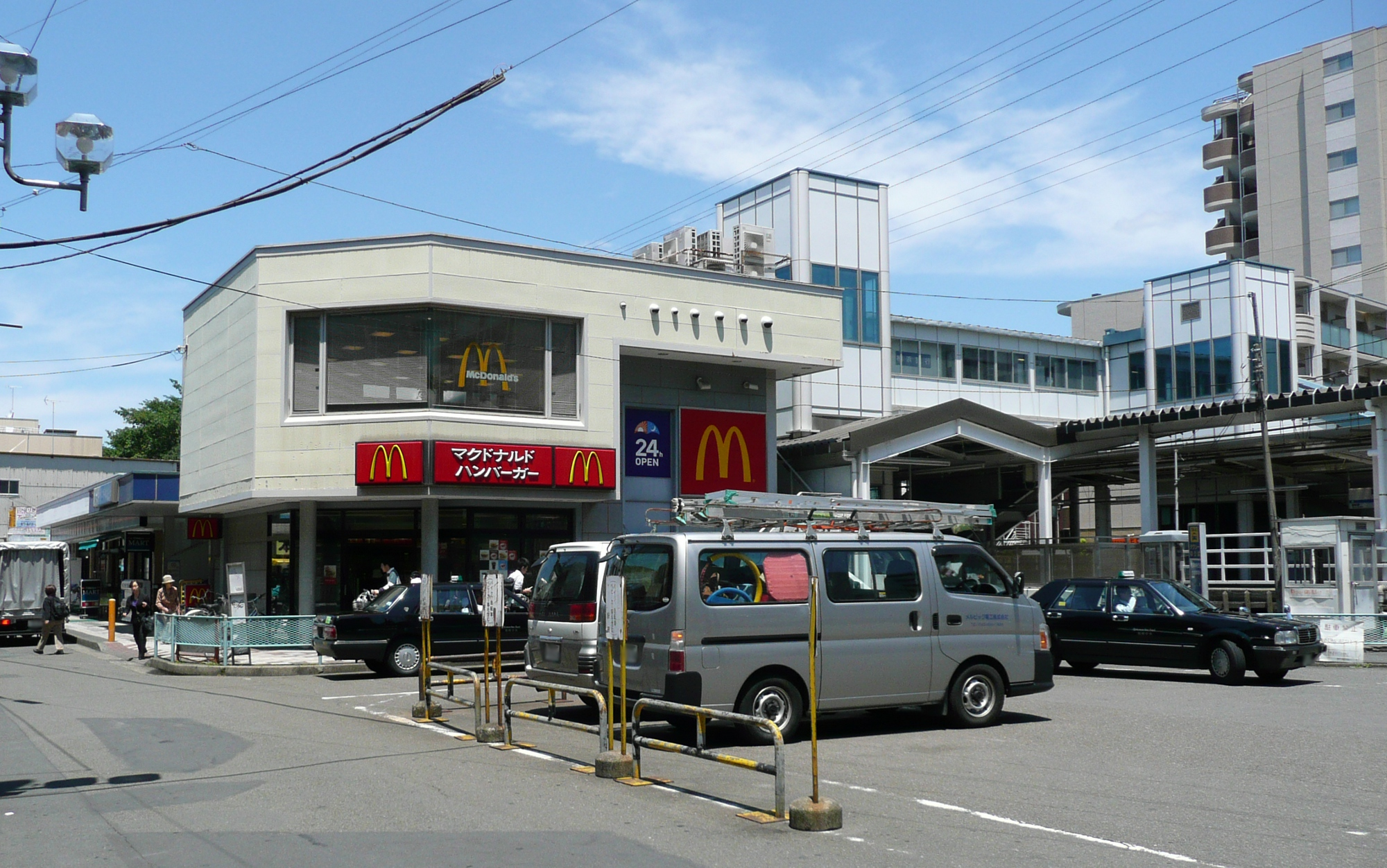
西口站前（2012年5月） - 車站入口在麥當勞左側樓梯，麥當勞右側有電梯搭乘處。
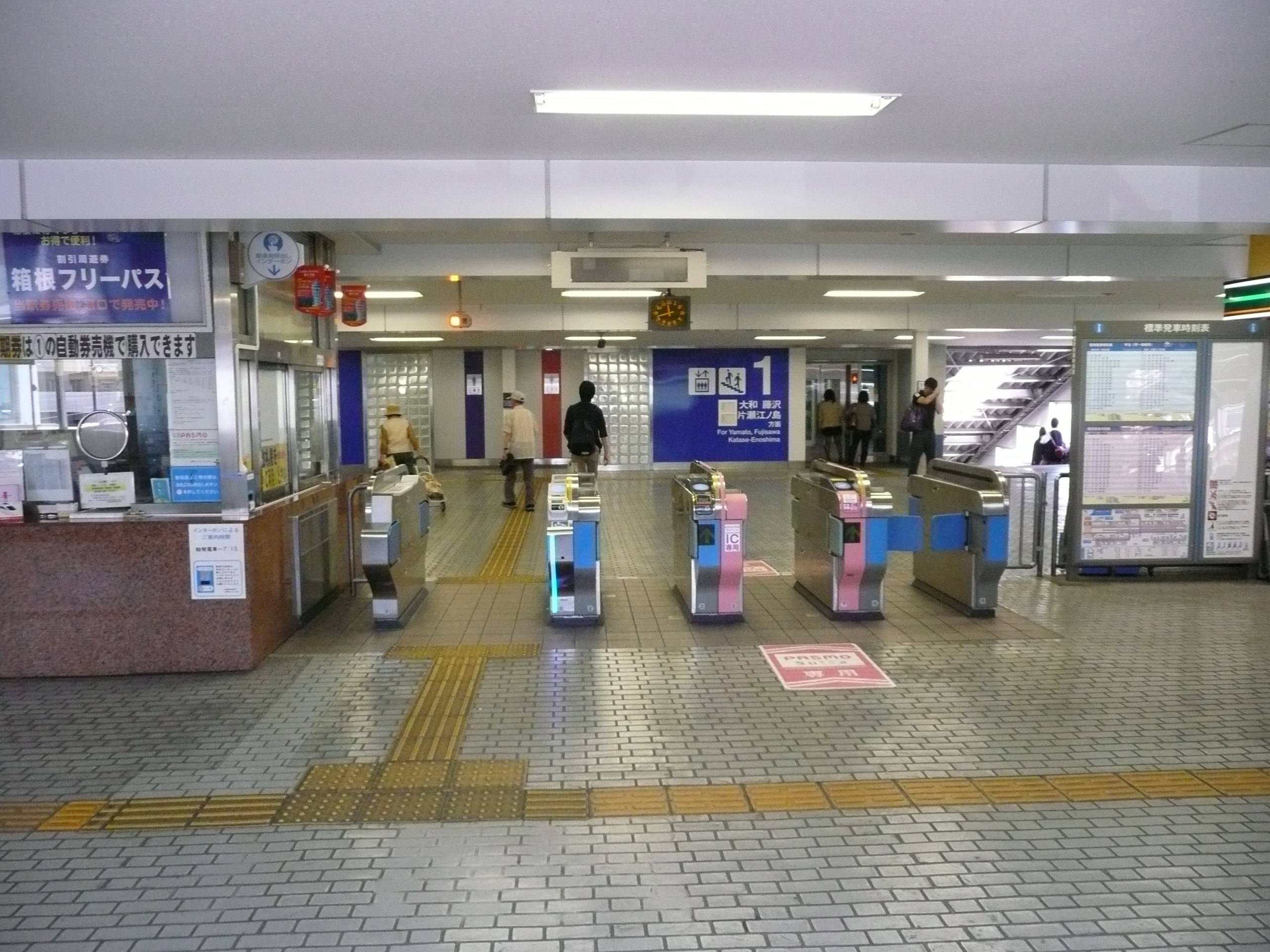
剪票口（2012年5月）
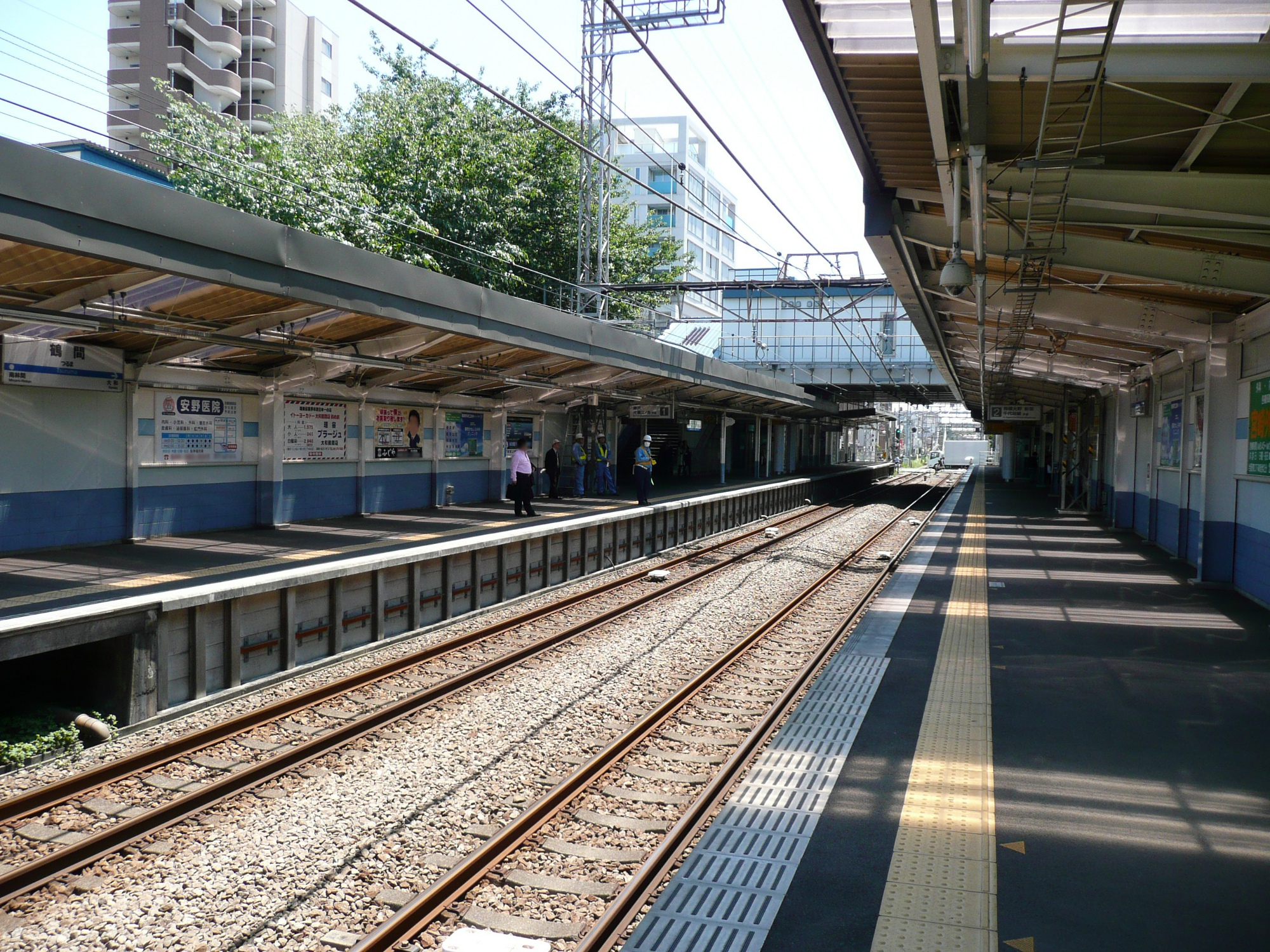
月台（2012年5月）

## 使用情況
2016年度1日平均上下車人次為29,949人，小田急線全部70個車站當中排名第39位。
近年上下車人次、上車人次變化如下表。
| 年度               | 1日平均 上下車人次 | 1日平均 上車人次 | 來源     |
| ------------------ | ------------------ | ---------------- | -------- |
| 1995年（平成07年） |                    | 11,148           | [ * 1 ]  |
| 1998年（平成10年） |                    | 10,958           | [ * 2 ]  |
| 1999年（平成11年） |                    | 10,764           | [ * 3 ]  |
| 2000年（平成12年） |                    | 10,533           | [ * 3 ]  |
| 2001年（平成13年） |                    | 11,754           | [ * 4 ]  |
| 2002年（平成14年） | 22,912             | 12,229           | [ * 5 ]  |
| 2003年（平成15年） | 23,344             | 12,450           | [ * 6 ]  |
| 2004年（平成16年） | 24,561             | 12,320           | [ * 7 ]  |
| 2005年（平成17年） | 24,951             | 12,535           | [ * 8 ]  |
| 2006年（平成18年） | 25,625             | 12,879           | [ * 9 ]  |
| 2007年（平成19年） | 26,150             | 13,169           | [ * 10 ] |
| 2008年（平成20年） | 26,566             | 13,358           | [ * 11 ] |
| 2009年（平成21年） | 26,599             | 13,367           | [ * 12 ] |
| 2010年（平成22年） | 26,751             | 13,429           | [ * 13 ] |
| 2011年（平成23年） | 26,873             | 13,489           | [ * 14 ] |
| 2012年（平成24年） | 27,901             | 14,014           | [ * 15 ] |
| 2013年（平成25年） | 28,645             | 14,384           | [ * 16 ] |
| 2014年（平成26年） | 28,876             | 14,498           | [ * 17 ] |
| 2015年（平成27年） | 29,498             |                  |          |
| 2016年（平成28年） | 29,949             |                  |          |

## 車站周邊
- 矢倉澤往還（日语：矢倉沢往還）（舊國道246號、歐丁香通）
- 大和市役所
- 大和市立醫院
- 大和市勤勞福祉會館
- 大和市保健福祉中心
- 一般社團法人大和市醫師會大和市地域醫療中心、假日夜間診療所
- 大和市立大和中學校
- 大和市立大和小學校
- 大和市立大野原小學校
- 大和市立西鶴間小學校
- 大和市身心障礙者自立支援中心
- 大和市身心障礙福祉中心松風園
- 鶴間站前郵便局
- 大和下鶴間郵便局
- 相模農業協同組合（日语：さがみ農業協同組合）深見支店
  - 大和營農中心
- 相模農業協同組合鶴間支店
- 神奈川中央交通（日语：神奈川中央交通）大和營業所（日语：神奈川中央交通大和営業所）
  - 神奈川中央交通東 大和營業所
- 大和Oak City（日语：大和オークシティ）
  - 伊藤洋華堂大和鶴間店
  - 永旺夢樂城（日语：イオンモール）大和
- 丸悅（日语：マルエツ）鶴間店
- 里索那銀行鶴間支店
- 東京靴流通中心（日语：チヨダ）鶴間店
- 二條通商店街
- Sports Club Renaissance（日语：ルネサンス (スポーツクラブ)）鶴間
- BOOK-OFF（日语：ブックオフコーポレーション）大和西鶴間店

### 巴士路線

#### 西口
- 神奈川中央交通（日语：神奈川中央交通）（部分委託神奈川中央交通東）「鶴間站」
  - <海08> 海老名站東口（經相模野站） ※1日1班
  - <間12> 大和站西口（西回）

#### 東口
「鶴間站東口」
| 系統           | 主要行經地                   | 行先         | 備註             | 業者                                        |
| -------------- | ---------------------------- | ------------ | ---------------- | ------------------------------------------- |
| 町87           | 長津田辻、町谷原             | 町田巴士中心 |                  | 神奈川中央交通 （部分委託神奈川中央交通東） |
| 橫04           | 龜甲山、鶴峰站               | 橫濱站西口   |                  | 神奈川中央交通 （部分委託神奈川中央交通東） |
| 間01           | 龜甲山                       | 鶴峰站       |                  | 神奈川中央交通 （部分委託神奈川中央交通東） |
| 間10           | 一之關                       | 大和站西口   |                  | 神奈川中央交通 （部分委託神奈川中央交通東） |
| 間13           | （東回）市立醫院             | 大和站西口   | 早晨不經市立醫院 | 神奈川中央交通 （部分委託神奈川中央交通東） |
| 間14           |                              | 瀨谷站       |                  | 神奈川中央交通 （部分委託神奈川中央交通東） |
| 間15           | 瀨谷站                       | 三境站北口   | 平日1班          | 神奈川中央交通 （部分委託神奈川中央交通東） |
| 間16           | （東回）市立醫院、大和站     | 上和田團地   | 僅平日、周六白天 | 神奈川中央交通 （部分委託神奈川中央交通東） |
| 間17           | （東回）市立醫院、大和站西口 | 櫻丘站西口   | 早晨不經市立醫院 | 神奈川中央交通 （部分委託神奈川中央交通東） |
| <北部路線>右回 | 市役所、月見野2丁目          |              |                  | 大和市社區巴士「NOROTTO」（のろっと）       |
| <北部路線>左回 | 市役所、月見野站             |              |                  | 大和市社區巴士「NOROTTO」（のろっと）       |

## 相鄰車站
小田急電鐵
 江之島線

■快速急行、■急行
通過
■各站停車
南林間（OE 03）－鶴間（OE 04）－大和（OE 05）
與北鄰的南林間站距離僅600公尺，是江之島線內最短的站距。而與南鄰的大和站距離達2.5公里，是江之島線內最長的站距。

## 外部連結
- 鶴間 - 小田急電鐵